# Face to Face 2002
Face to Face 2002 – piąta wspólna trasa koncertowa Eltona Johna i Billy’ego Joela z serii Face to Face, która odbyła się w 2002 r. Tym razem obejmowała tylko USA; w jej trakcie odbyło się 28 koncertów.

## Program koncertów

### Elton John, Billy Joel oraz zespoły Eltona i Billy’ego (pierwszy raz)
1. "Your Song"
2. "Just the Way You Are"
3. "Don't Let the Sun Go Down on Me"

### Elton John ze swoim zespołem
1. "Funeral for a Friend"/"Love Lies Bleeding"
2. "Someone Saved My Life Tonight"
3. "Philadelphia Freedom"
4. "I Want Love"
5. "Rocket Man"
6. "Take Me to the Pilot"
7. "Have Mercy on the Criminal"
8. "Tiny Dancer"
9. "This Train Don’t Stop There Anymore"
10. "I'm Still Standing"
11. "Crocodile Rock" (wraz z Billym Joelem i jego zespołem)
12. "Prelude"/"Angry Your Man"
13. "Allentown"
14. "Movin' Out (Anthony's Song)"
15. "Summer, Higland Falls"
16. "Lullaby (Goodnight, My Angel)"
17. "The River of Dreams"
18. "New York State of Mind"
19. "Miami 2017 (Seen The Lights Go Out on Broadway)"
20. "All for Leyna"
21. "I Go To Extremes"
22. "Only The Good Die Young"
23. "Scenes from the Italian Restaurant"

### Elton John, Billy Joel oraz zespoły Eltona i Billy’ego (drugi raz)
1. "My Life"
2. "The Bitch Is Back"
3. "You May Be Right"
4. "Bennie and the Jets"
5. "A Hard Day's Night" (cover The Beatles)
6. "Great Balls of Fire"
7. "Candle in the Wind"
8. "Piano Man"

## Lista koncertów

### Pierwsza część trasy
- 13 stycznia – Waszyngton, MCI Center
- 16 stycznia – University Park, Pensylwania – Bryce Jordan Center
- 18 i 20 stycznia – Waszyngton, MCI Center
- 22, 24, 29 i 31 stycznia – Boston, Massachusetts – Fleet Center
- 4 i 8 lutego – Hartford, Connecticut – Hartford Civic Center
- 10, 13, 14, 15, 17, 19, 22 i 24 lutego – Filadelfia, Pensylwania – First Union Center
- 3, 5 i 7 marca – Sunrise, Floryda – National Car Rental Center
- 9 marca – Tampa, Floryda – Ice Palace
- 15 marca – New York City, Nowy Jork – Madison Square Garden

### Druga część trasy
- 13 września – Tampa, Floryda – Ice Palace
- 17 września – Atlanta, Georgia – Phillips Arena
- 20 września – Boston, Massachusetts – Fleet Center
- 23 września – New York City, Nowy Jork – Madison Square Garden
- 25 i 27 września – Uniondale, Nowy Jork – Nassau Coliseum
- 2, 4 i 8 października – East Rutherford, New Jersey – Continental Airlines Arena
- 11 i 13 października – Uniondale, Nowy Jork – Nassau Coliseum